# Temporada da NHL de 1939–40
A temporada da NHL de 1939–40 foi a 23.ª  temporada da National Hockey League (NHL). Dos sete times da liga, o Boston Bruins foi o melhor durante os 48 jogos da temporada regular , mas o campeão da Stanley Cup foi o New York Rangers, que derrotou o Toronto Maple Leafs na série final melhor de sete por 4–2 para sua terceiraStanley Cup em 14 temporadas de existência. Seriam 54 anos antes do seu quarto.

## Temporada Regular
A tragédia atingiu o Montreal Canadiens quando Babe Siebert, nomeado técnico do clube problemático, morreu afogado com sua filha em agosto. Isso colocou um grande buraco na defesa dos Habs e o time terminou em último sob o comando de Pit Lepine. Um Jogo das Estrelas foi feito em memória a Siebert.
O New York Americans, com problemas financeiros, decidiu trocar seu astro asa esquerda Sweeney Schriner com o Toronto por Harvey "Busher" Jackson, Buzz Boll, Murray Armstrong, e o jogador de uma liga menor Jimmy Fowler. Mais tarde na temporada, eles trocaram Eddie Wiseman e $5000 ao Boston por Eddie Shore. Os Americans, então, conseguiram chegar aos playoffs em uma pobre sexta posição. Eles também obtiveram Charlie Conacher e o usaram como defensor. 
O primeiro colocado Boston Bruins teve um novo técnico em Cooney Weiland, que já havia sido capitão do time, e foram mais uma vez liderados pelos jogadores Kraut Line, Milt Schmidt, Woody Dumart, e Bobby Bauer , que terminaram em primeiro, segundo e terceiro na artilharia da liga. Infelizmente, os três potentes jogadores foram incapazes de ajudar os Bruins a passar da primeira rodada dos playoffs, em que perderam para os Rangers em 6 jogos.  
O New York Rangers esteve na primeira posição por um bom tempo e ficou 19 partidas sem perder. Eles tropeçaram na segunda metade, todavia, e Boston os passou e ficou na primeira posição.  
A primeira transmissão televisiva de uma partida da NHL foi entre New York Rangers e Montreal Canadiens em 25 de fevereiro de 1940. O jogo foi visto por apenas 300 pessoas de uma pequena área dos Estados Unidos. Essa, todavia, não foi a primeira vez que uma partida de hóquei foi transmitida pela TV. A primeira foi na Inglaterra em 29 de outubro de 1938, em um jogo entre o Harringay Racers e o Streatham pela Liga Nacional Britânica, transmitida pelos Estúdios BBC. A primeira transmissão de hóquei da CBC foi em 1952 entre Montreal Canadiens e Detroit Red Wings.

### Classificação Final
|                     | PJ | V  | D  | E  | GP  | GC  | PEM | Pts |
| ------------------- | -- | -- | -- | -- | --- | --- | --- | --- |
| Boston Bruins       | 48 | 31 | 12 | 5  | 170 | 98  | 330 | 67  |
| New York Rangers    | 48 | 27 | 11 | 10 | 136 | 77  | 520 | 64  |
| Toronto Maple Leafs | 48 | 25 | 17 | 6  | 134 | 110 | 485 | 56  |
| Chicago Black Hawks | 48 | 23 | 19 | 6  | 112 | 120 | 351 | 52  |
| Detroit Red Wings   | 48 | 16 | 26 | 6  | 90  | 126 | 250 | 38  |
| New York Americans  | 48 | 15 | 29 | 4  | 106 | 140 | 236 | 34  |
| Montreal Canadiens  | 48 | 10 | 33 | 5  | 90  | 167 | 338 | 25  |

Nota: PJ = Partidas Jogadas, V = Vitórias, D = Derrotas, E = Empates, Pts = Pontos, GP = Gols Pró, GC = Gols Contra, PEM= Penalizações em Minutos
Times que se classificaram aos play-offs estão destacados em negrito.

### Artilheiros
PJ = Partidas Jogadas, G = Gols, A = Assistências, Pts = Pontos, PEM = Penalizações em Minutos
| Jogador          | Time                | PJ | G  | A  | Pts |
| ---------------- | ------------------- | -- | -- | -- | --- |
| Milt Schmidt     | Boston Bruins       | 48 | 22 | 30 | 52  |
| Woody Dumart     | Boston Bruins       | 48 | 22 | 21 | 43  |
| Bobby Bauer      | Boston Bruins       | 48 | 17 | 26 | 43  |
| Gordie Drillon   | Toronto Maple Leafs | 43 | 21 | 19 | 40  |
| Bill Cowley      | Boston Bruins       | 48 | 13 | 27 | 40  |
| Bryan Hextall    | New York Rangers    | 48 | 24 | 15 | 39  |
| Neil Colville    | New York Rangers    | 48 | 19 | 19 | 38  |
| Syd Howe         | Detroit Red Wings   | 48 | 14 | 23 | 37  |
| Hector Blake     | Montreal Canadiens  | 48 | 17 | 19 | 36  |
| Murray Armstrong | New York Americans  | 48 | 16 | 20 | 36  |

## Playoffs
Esperava-se que o Boston Bruins fizesse a final da Stanley Cup após terminar na primeira posição da temporada regular, guiado pela "Linha Kraut". Mas o New York Rangers foi muito para os Bruins, que perderam em 6 jogos, perderam no placar por 14 a 8 e ficaram dois jogos sem marcar. O terceiro classificado Toronto Maple Leafs derrotou o Detroit Red Wings e o Chicago Black Hawks em sua rota para as finais da Stanley Cup.
Nota:Todas as datas em 1940

### Quartas-de-final e Semifinais
Série A: Boston Bruins vs. New York Rangers
| Data        | Mandante         | Placar | Visitante        | Placar | Notas |
| ----------- | ---------------- | ------ | ---------------- | ------ | ----- |
| 19 de março | New York Rangers | 4      | Boston Bruins    | 0      |       |
| 21 de março | Boston Bruins    | 4      | New York Rangers | 3      |       |
| 24 de março | Boston Bruins    | 4      | New York Rangers | 2      |       |
| 26 de março | New York Rangers | 1      | Boston Bruins    | 0      |       |
| 28 de março | Boston Bruins    | 0      | New York Rangers | 1      |       |
| 30 de março | New York Rangers | 4      | Boston Bruins    | 1      |       |

Rangers venceram a série melhor de 7 por 4-2
Série B: Chicago Black Hawks vs. Toronto Maple Leafs
| Data        | Mandante            | Placar | Visitante           | Placar | Notas      |
| ----------- | ------------------- | ------ | ------------------- | ------ | ---------- |
| 19 de março | Chicago Black Hawks | 2      | Toronto Maple Leafs | 3      | 6:35 of OT |
| 21 de março | Toronto Maple Leafs | 2      | Chicago Black Hawks | 1      |            |

Toronto venceu a série melhor de 3 por 2-0
Série C: New York Americans vs. Detroit Red Wings
| Data        | Mandante           | Placar | Visitante          | Placar | Notas      |
| ----------- | ------------------ | ------ | ------------------ | ------ | ---------- |
| 19 de março | New York Americans | 1      | Detroit Red Wings  | 2      | 0:25 of OT |
| 22 de março | Detroit Red Wings  | 4      | New York Americans | 5      |            |
| 24 de março | New York Americans | 1      | Detroit Red Wings  | 3      |            |

Detroit venceu a série melhor de 3 por 2-1
Série D: Detroit Red Wings vs. Toronto Maple Leafs
| Data        | Mandante            | Placar | Visitante           | Placar | Notas |
| ----------- | ------------------- | ------ | ------------------- | ------ | ----- |
| 26 de março | Detroit Red Wings   | 1      | Toronto Maple Leafs | 2      |       |
| 28 de março | Toronto Maple Leafs | 2      | Detroit Red Wings   | 1      |       |

Toronto venceu a série melhor de 3 por 2-0

### Final da Stanley Cup
Toronto Maple Leafs vs. New York Rangers
| Data        | Mandante            | Placar | Visitante           | Placar | Notas       |
| ----------- | ------------------- | ------ | ------------------- | ------ | ----------- |
| 2 de abril  | Toronto Maple Leafs | 1      | New York Rangers    | 2      | 15:30 of OT |
| 3 de abril  | Toronto Maple Leafs | 2      | New York Rangers    | 6      |             |
| 6 de abril  | New York Rangers    | 1      | Toronto Maple Leafs | 2      |             |
| 9 de abril  | New York Rangers    | 0      | Toronto Maple Leafs | 3      |             |
| 11 de abril | New York Rangers    | 2      | Toronto Maple Leafs | 1      | 11:43 of OT |
| 13 de abril | New York Rangers    | 3      | Toronto Maple Leafs | 2      | 2:07 of OT  |

New York venceu a série melhor de 7 por 4-2

### Artilheiros dos Playoffs
PJ = Partidas Jogadas, G = Gols, A = Assistências, Pts = Pontos
| Jogador       | Time             | PJ | G | A | Pts |
| ------------- | ---------------- | -- | - | - | --- |
| Phil Watson   | New York Rangers | 12 | 3 | 6 | 9   |
| Neil Colville | New York Rangers | 12 | 2 | 7 | 9   |

## Prêmios da NHL
| Troféu Memorial Calder:    | Kilby MacDonald, New York Rangers   |
| Troféu Memorial Hart:      | Ebbie Goodfellow, Detroit Red Wings |
| Troféu Memorial Lady Byng: | Bobby Bauer, Boston Bruins          |
| Copa O'Brien:              | Toronto Maple Leafs                 |
| Troféu Príncipe de Gales:  | Boston Bruins                       |
| Troféu Vezina:             | Dave Kerr, New York Rangers         |

### Times das Estrelas
| Primeiro Time                       | Position | Segundo Time                      |
| ----------------------------------- | -------- | --------------------------------- |
| Dave Kerr, New York Rangers         | G        | Frank Brimsek, Boston Bruins      |
| Dit Clapper, Boston Bruins          | D        | Art Coulter, New York Rangers     |
| Ebbie Goodfellow, Detroit Red Wings | D        | Earl Seibert, Chicago Black Hawks |
| Milt Schmidt, Boston Bruins         | C        | Neil Colville, New York Rangers   |
| Bryan Hextall, New York Rangers     | RW       | Bobby Bauer, Boston Bruins        |
| Toe Blake, Montreal Canadiens       | LW       | Woody Dumart, Boston Bruins       |
| Paul Thompson, Chicago Black Hawks  | Coach    | Frank Boucher, New York Rangers   |

## Estreias
O seguinte é uma lista de jogadores importantes que jogaram seu primeiro jogo na NHL em 1939–40 (listados com seu primeiro time, asterisco(*) marca estreia nos play-offs):
- Doug Bentley, Chicago Black Hawks
- Johnny Mowers, Detroit Red Wings
- Pat Egan, New York Americans
- Kilby MacDonald, New York Rangers

## Últimos Jogos
O seguinte é uma lista de jogadores importantes que jogaram seu último jogo na NHL em 1939-40 (listados com seu último time):
- Tiny Thompson, Detroit Red Wings
- Cecil Dillon, Detroit Red Wings
- Hec Kilrea, Detroit Red Wings
- Cy Wentworth, Montreal Canadiens
- Earl Robinson, Montreal Canadiens
- Armand Mondou, Montreal Canadiens
- Marty Barry, Montreal Canadiens
- Doc Romnes, New York Americans
- Art Chapman, New York Americans
- Nels Stewart, New York Americans
- Eddie Shore, New York Americans
- Johnny Gagnon, New York Rangers
- Red Horner, Toronto Maple Leafs